# سیلویا راتناسامی
سیلویا راتناسامی (زاده ۱۹۷۶) دانشمند رایانه بلژیکی - هندی است. او بیشتر به عنوان یکی از مخترعان جدول درهم‌سازی توزیع‌شده (DHT) شناخته می‌شود. پایان‌نامه دکترای او شبکه‌های آدرس پذیر محتوا، یکی از DHTهای اصلی را پیشنهاد کرد و جایزه گریس موری هوپر را از انجمن ماشین‌های حسابگر در سال ۲۰۱۴ برای این کار دریافت کرد. او در حال حاضر استاد دانشگاه کالیفرنیا، برکلی است.

## زندگی و شغل
راتناسامی در سال ۱۹۹۷ مدرک لیسانس مهندسی خود را از دانشگاه پونا دریافت. او دوره دکترا را در دانشگاه کالیفرنیا برکلی با مشاوره اسکات شنکر او در سال ۲۰۰۲ از دانشگاه برکلی فارغ‌التحصیل شد.
او برای پایان‌نامه دکترای خود چیزی را طراحی و اجرا کرد که در نهایت به عنوان یکی از چهار جدول درهم‌سازی توزیع‌شده، شبکه آدرس پذیر محتوا (CAN) شناخته می‌شود.
راتناسامی تا سال ۲۰۱۱ محقق اصلی آزمایشگاه اینتل بود، زمانی که به عنوان استادیار در دانشگاه برکلی شروع به کار کرد. در سال‌های اخیر، راتناسامی تحقیقات خود را بر روی شبکه‌های قابل برنامه‌ریزی از جمله روتر نرم‌افزار روت‌بریکز و مجازی‌سازی توابع شبکه (NFV) متمرکز کرده‌است. در سال ۲۰۱۶، او شبکه‌های نفلی را برای تجاری سازی فناوری‌های مجازی‌سازی توابع شبکه (NFV) تأسیس کرد.

## زندگی شخصی
پدر او شیمیدان مشهور پل راتناسامی است.

## جوایز
- جایزه گریس موری هاپر[۸]
- اسلون فلوشیپ
- ACM SIGCOMM Test-of-Time Award (2011)[۹]
- جایزه ستاره نوظهور ACM SIGCOMM (2017)[۱۰]